# Temple Baiyun
Pour les articles homonymes, voir Baiyun.
Le temple Baiyun (chinois simplifié : 白云寺 ; chinois traditionnel : 白雲寺 ; pinyin : Baíyún Sì) est situé dans le village de Shuangfupu (双凫铺镇), à Ningxiang, dans la province chinoise du Hunan, Chine,,. le temple est inscrite sur la culture relique préservation de Changsha city, où Mao Zedong (1893-1976) avait fait la recherche sociale en 1917.

## Histoire
Le temple a été fondé en 858 sous la dynastie Tang (618-690) par Chan master Guang'en  (光恩禅师). À l'époque, il s'appelait Qingling Temple (清林寺). 
Sous la dynastie Ming (1368-1644), Wang Bi (王陛) et son fils Wang Weihan (王维汉) a prorogé le temple. 
En 1646 sous la dynastie Qing (1644-1912), Tao Runai (zh) (陶汝鼐; 1601-1683) reconstruit le temple. Dans la période de i'empereur Qianlong (1711-1799), Wanxing (万行) reconstruit le temple.
En 1988, le gouvernement du Shuangfupu reconstruit le temple.